# Теннедайс Парк
«Теннедайс Парк» (англ. Tannadice Park) — футбольний стадіон в Данді, Шотландія, домашня арена ФК «Данді Юнайтед».
Стадіон побудований та відкритий у 1882 році. У 1891, 1909, 1962, 1997 роках був реконструйований. Знаходиться за 300 метрів від стадіону ФК «Данді» «Денс Парк».